# Capelleta votiva de Sant Cristòfol
La Capelleta votiva de Sant Cristòfol és una obra de l'Espluga de Francolí (Conca de Barberà) inclosa a l'Inventari del Patrimoni Arquitectònic de Catalunya.

## Descripció
Per la decoració s'inscriu plenament en el segle xix. L'ús de la rajola colorada en blanc i marró (precedent del que ja a finals del segle passat suposarà la seva reutilització extensiva i conseqüent amb més possibilitats), i dels guardapols, a sota dels quals hi podem veure les restes d'una pintura mural. La seva actual disposició ornamental fa suposar que es bastí sobre una altra capella, aprofitant la fornícula, d'origen més antic.